# 36 Gerechte
Die Legende von den 36 Gerechten (hebräisch: lamed-waw zadikim; jiddisch auch: lamed-wownikess) besagt, dass es auf der Welt stets sechsunddreißig Gerechte gibt, um derentwillen Gott die Welt, trotz ihrer Sündhaftigkeit, nicht untergehen lässt. Die Sechsunddreißig sind namenlos, niemand weiß, ob sie arm oder reich, Wasserträger, Hausmeister, Schuhmacher, Soldaten oder Kaufleute sind – aber ohne ihre selbstlosen Werke wäre die Welt längst zerstört.
Die Sechsunddreißig treten nur selten in Erscheinung – besonders in Notlagen, wenn Juden in Gefahr sind. Dann soll ein Zaddik Gottes Auftrag erfüllen und die Juden mit einer plötzlichen Wundertat retten – und anschließend gleich wieder verschwinden, denn seine Identität darf nie aufgedeckt werden. Sobald einer der 36 Gerechten stirbt, wird ein weiterer Gerechter geboren.
Diese Vorstellung der jüdischen Mythologie geht auf den babylonischen Talmud zurück. Die entsprechenden Stellen findet man im Traktat Sanhedrin. Dort wird folgende Tanach-Stelle aus Jesaja 30, 18 kommentiert: „Darum harrt der Herr darauf, dass er euch gnädig sei, und er macht sich auf, dass er sich euer erbarme; denn der Herr ist ein Gott des Rechts. Wohl allen, die auf ihn harren!“ Das hebräische Wort für das „auf ihn“ im letzten Satz dieses Verses ist „lo“. Dieses wird mit den hebräischen Buchstaben „Lamed“ und „Waw“ geschrieben, die zugleich Zahlenwerte bedeuten: „Lamed“ besitzt den Zahlenwert 30, „Waw“ den Zahlenwert 6, da sie an ebendiesen Positionen im hebräischen Alphabet stehen.
Die Legende von den 36 Gerechten taucht im 20. Jahrhundert in vielen literarischen Werken auf, etwa bei Max Brod; 1959 thematisierte André Schwarz-Bart sie in seinem erfolgreichen Roman Der Letzte der Gerechten; Rose Ausländer benannte 1967 einen Gedichtzyklus nach den 36 Gerechten. In der israelischen Holocaust-Gedenkstätte Yad-Vashem gibt es die „Allee der Gerechten unter den Völkern“, deren Name ebenfalls an die Legende der 36 Gerechten erinnert.
Hannah Arendt schrieb 1948 über das Verhältnis von Politik und Moral, im Andenken an den Pazifisten Judah Leon  Magnes:

„Die alte jüdische Legende von den 36 unbekannten Gerechten, die immer da sind und ohne deren Anwesenheit die Welt in Scherben fiele, sagt letztlich darüber etwas aus, wie notwendig solch ‚edelmütiges‘ Verhalten beim normalen Gang der Dinge ist. In einer Welt wie der unseren, in welcher die Politik in einigen Ländern es längst nicht mehr bei anrüchigen Seitensprüngen beläßt, sondern eine neue Stufe der Kriminalität erklommen hat, hat jedoch die kompromißlose Moralität plötzlich ihre alte Funktion, bloß die Welt zusammenzuhalten, verändert und ist zum einzigen Mittel geworden, mit dem die eigentliche Realität – im Gegensatz zur von Verbrechen entstellten und im Grunde nur kurzlebigen Faktizität – erkannt und planvoll gestaltet werden kann. Nur diejenigen, die noch in der Lage sind, sich nicht von den Nebelschwaden beirren zu lassen, die aus dem Nichts fruchtloser Gewalt hervortreten und sich wieder dorthin verflüchtigen, können mit so gewichtigen Dingen wie den ständigen Interessen und der Frage des politischen Überlebens einer Nation betraut werden.“

Das Stück Tzaddhik von Terry Swartzberg unter der Regie von Barry Goldman mit Swartzberg, Bernd Sucher und André Herzberg zeigte die Gerechten als (heilige) Narren. Im Stück bleibt das Wirken des Heiligen niemandem verborgen. Seit 5.000 Jahren und 10.000 Kriegen geht er auf die meist unwilligen Menschen zu, klagt, jammert, reißt Witze und proklamiert die einzige Wahrheit, die die Menschen nicht vertragen, aber dringend brauchen: Dass das nicht aufschiebbare Bedürfnis, kriegerische Gräueltaten zu vergessen, die nächsten Kriege gebiert.

## Film
- Lamed wow, Polen, Jiddisch, 1925